# 奥滕比特尔
奥滕比特尔是德国石勒苏益格－荷尔斯泰因州的一个市镇。总面积10.05平方公里，总人口745人，其中男性389人，女性356人（2011年12月31日），人口密度74人/平方公里。